# George Manolescu
George (Gheorghe) Manolescu (n. 19 mai 1871, Ploiești, România – d. 2 ianuarie 1908) a fost un hoț, escroc și impostor român din perioada Belle Époque. Fost ofițer de cavalerie, a dobândit o faimă de „rege al infractorilor”, fiind cunoscut și ca „Prințul Lahovary”. Sub numele său au fost scrise câteva memorii care au devenit în perioada respectivă un adevărat best-seller  în Germania. Ein Fürst der Diebe se presupune că au fost traduse din franceză de Paul Langenscheidt în 1905.
Memoriile au fost ecranizate în 1920 ca Manolescus Memoiren de Richard Oswald. Scriitorul maghiar János Székely (n. 1901) a scris romanul Manolescu (Berlin, 1929). Acesta a fost ecranizat în același an de Viktor Tourjansky. În 1933, este produs filmul cu sunet Manolescu, der Fürst der Diebe de Georg C. Klaren și Willi Wolff.